# Tharra maculiceps
Tharra maculiceps är en insektsart som beskrevs av Walker 1870. Tharra maculiceps ingår i släktet Tharra och familjen dvärgstritar. Inga underarter finns listade i Catalogue of Life.